# Cristina Almeida
María Cristina Almeida Castro (Badajoz, 24 de julho de 1945) é uma política e advogada espanhola.
Ela estudou direito na Universidade Complutense de Madrid e é uma advogada trabalhista e feminista. Vereadora do Ayuntamiento de Madrid entre 1979 e 1983, já foi membro de diversos partidos: Partido Comunista de Espanha, Esquerda Unida, Partido Democrático da Nova Esquerda e Partido Socialista Operário Espanhol. Publicou o ensaio "A mulher e o mundo do trabalho" ("La mujer y el mundo del trabajo") em 1982.

## Prémios
- Premio a los Valores de Igualdad - Prémio da Fundação 1º de Maio[2]